# Mordbrand
Mordbrand är ett så kallat allmänfarligt brott som innebär en avsiktligt anlagd brand som hotar liv, hälsa eller egendom. Mordbrand innefattar uppsåtliga bränder av hus, bilar, gräsmattor och skogar. Det skiljer sig från allmänfarlig vårdslöshet genom uppsåtet, och från skadegörelse genom graden av allmänfara. 

## Begreppet
Brottsbeteckningen mordbrand används vare sig någon person kommer till skada eller inte, och behöver inte ha något sammanhang med brottet mord. Språkligt kommer beteckningen mordbrand från ett fornsvenskt begrepp som avser en hemligt anlagd brand. Även begreppet mord har en likartad språklig bakgrund, och avsåg ursprungligen dödande där liket gömdes för att dölja brottet.
Begreppet har på svenska länge använts i en bred betydelse, om brott av olika karaktär där eld anläggs.

## Förövare
Mordbrand utförs ofta av personer med psykisk problematik eller drogproblem. Den klassiska diagnosen för den som av psykiska skäl anlägger mordbrand är pyromani, vilket är en impulskontrollstörning, men långt ifrån alla mordbrännare är pyromaner.[källa behövs]
En kategori mordbrännare är ungdomar som gör det av nyfikenhet. En svensk undersökning har visat att omkring 5% av alla ungdomar någon gång tänt eld på något som inte tillhör dem. Dessa ungdomar har också ofta annan brottslig problematik.
Psykiska diagnoser som förekommer bland vuxna mordbrännare innefattar, förutom pyromani och drogmissbruk, schizofreni (omkring 10% dömda mordbrännare), utvecklingsstörning, personlighetsstörning (i synnerhet antisocial och borderline), och, mera anekdotiskt, depression, ångeststörningar, ADHD, och demens.
Större andelen (68 %)  mordbrännare är alkoholförgiftade under mordbranden, vilket sammanfaller med multikriminalitet. Andelen pyromaner är ytterst få (några enstaka procent). Däremot är andelen kvinnliga förövare förhållandevis hög (uppåt 28 %). Många som begår mordbrand är ensamlevande (uppåt 80 %).
Den stora variationen i bakomliggande psykiskt tillstånd innebär att det är stor variation i mordbrännandets syften och återfallsrisk. Studier tyder på att 4,5 % begår mordbrand igen. Många mordbrännare som begår seriebrott har en personlighetstyp som undviker personliga konflikter men samtidigt bär på ett stort hat, en känsla av hjälplöshet, vilka överför hatet till egendom istället för att konfrontera de eventuella personer som orsakat hatet, och vilka med branden upplever en känsla av att återfå kontrollen över tillvaron.

## Mordbrand i världen

### Mordbrand i Sverige

#### Mordbrand i svensk lag
I svensk lag nämns mordbrand i Brottsbalken, kapitel 13:
1 § Om någon anlägger brand, som innebär fara för annans liv eller hälsa eller för omfattande förstörelse av annans egendom, döms för mordbrand till fängelse, lägst två och högst åtta år.'Är brottet mindre allvarligt, döms till fängelse, lägst ett och högst tre år. Lag (1993:207).
2 § Är brott som avses i 1 § att anse som grovt, döms för grov mordbrand till fängelse på viss tid, lägst sex och högst arton år, eller på livstid.'Vid bedömande av om brottet är grovt ska särskilt beaktas om branden anlagts i tättbebyggt samhälle, där den lätt kunde sprida sig, eller annars inneburit fara för flera människor eller för egendom av särskild betydenhet. Lag (2009:396).
Kontexten är alltså helt avgörande betydelse för om en brand anses som mordbrand. Om exempelvis eld anlagts i papperskorg har det stor betydelse om den befinner sig utomhus längs en cykelbana, eller i en skolbyggnad dagtid.
Mordbrand har således samma straffsats som allmänfarlig ödeläggelse. Mordbrand behöver inte inbegripa dödsfall eller uppsåt att begå mord, och finns sådant torde mord (i ett eller flera fall) kunna användas (se exempelvis fallet Tore Hedin). På grund av förekomsten av orddelen "mord-" finns en allmänspråklig mening kring vad som menas och ibland uppstår förvirring visavi det juridiska begreppet i Brottsbalken.[källa behövs]
Mindre bränder, till exempel att bränna ner ett motorfordon på en parkeringsplats där ingen eller låg risk föreligger att någon skadas, eller att tända eld på sopkorgar utomhus, klassificeras vanligen som skadegörelse.

#### Förekomst
Omkring 40 procent av samtliga bränder i Sverige var 2009 anlagda. I många fall har det handlat om skolbränder. I omkring 90 procent av fallen kan man inte identifiera någon gärningsman.

#### Anlagda skolbränder
Skolbränderna i Sverige fördubblades efter 1990-talets nivåer och runt 2010-talet ökade de till de högsta nivåerna i världen, dock tillkommer ett mörkertal eftersom skolor sällan rapporterar bränder de lyckas släcka snabbt själva. Anlagda skolbränder i Malmö förekommer främst i utsatta områden. Högsta antalet skolbränder anlades under perioden 1996 till 2009 i Göteborg med 271 stycken, därefter Malmö med 167.
Åren 2015-2017 ökade antalet anlagda skolbränder med 47 procent, från 292 år 2015 till 429 år 2017. Av de totalt 667 skolbränderna år 2017 var 64 procent anlagda.

### Mordbrand i USA
Mordbrand kallas vanligen "arson" i engelskspråkiga jurisdiktioner. I de flesta delstater i USA kan mordbrand ge livstids fängelse i grova fall. Om det orsakar personers död tillkommer anklagelsen mord, om uppsåt fanns eller genom felony murder-regeln, och kan därmed ge dödsstraff i vissa stater. Ett beryktat sådant fall, som ifrågasatts, är Cameron Todd Willingham. Tidigare förelåg dödsstraff för mordbrand i sig, vilket infördes i flera delstater som del av en stor trend under 1800-talet, med frekvent förekommande dödliga bränder. Den sista hängningen för mordbrand i New York ägde rum 1851.